# 炸雞奇遇記
《炸雞奇遇記》，為Netflix于2024年3月15日上线公开的原创韩国剧集，改編自同名網路漫畫，由《雞不可失》、《Dream：夢想代表隊》的李炳憲導演執導。

## 演員陣容

### 主要人物
| 演員   | 角色   | 介紹                                       |
| 柳承龍 | 崔善滿 | 「非凡機械公司」社長，崔敏兒的父親。       |
| 安宰弘 | 高白中 | 「非凡機械公司」實習生，喜歡崔敏兒。       |
| 金裕貞 | 崔敏兒 | 崔善滿的女兒，因為一部神秘機器變成炸雞塊。 |

### 其他人物
| 演員   | 角色   | 介紹 |
| 柳承穆 | 柳仁袁 | 機械工程博士，執著于200年前的神秘紫色機器并瘋狂研究。                                                                    |
| 鄭勝吉 | 柳泰曼 | 柳仁袁的姪子，自幼聰明，年幼时喝下柳仁袁给柳泰英的汉方药，面容加速衰老。為了变成和哥哥一樣的面容，瘋狂追蹤紫色神秘機器。 |
| 金太勳 | 泊丁   | 「泊丁炸雞店」第四代老闆，200年前通过紫色机器来到人类世界。                                                              |
| 黃美英 | 酒母   | 「泊丁炸雞店」員工，200年前通过紫色机器来到人类世界。                                                                    |
| 鄭順元 | 常人   | 「泊丁炸雞店」員工，200年前通过紫色机器来到人类世界。                                                                    |
| 李河尼 | 小丑   | 「泊丁炸雞店」員工，200年前通过紫色机器来到人类世界。                                                                    |
| 金南喜 | 金焕东 | 「非凡機械公司」員工，薪水小偷。崔善滿为了长寿决定隐居山林后，将公司传承给他，公司壮大后金焕东成为「非凡机械」的会长。   |
| 閔成旭 | 金代理 | 前柳仁袁實驗室助理研究員，現機器販賣商。                                                                                 |
| 全相協 | 杜東滿 | 前柳仁袁實驗室助理研究員，現為保險員。                                                                                   |
| 吳承允 | 阿竹   | 200年前郑孝峰身边的贱民。                                                                                                |
| 金明俊 | 阿吉   | 200年前郑孝峰身边的贱民。                                                                                                |
| 姜正林 |        | 順心的看護。 |
| 全英雲 |        | 書店老闆。 |
| 文正大 |        | 廢品回收商。 |
| 高漢民 |        | 「兩班家炸雞店」外送員。                                                                                                 |
| 李彩京 |        | 高白中的母亲。 |
| 柳泰浩 |        | 不动产中介老板。 |

### 特别出演
| 演員   | 角色   | 介紹 |
| 鄭好娟 | 洪釵   | 高白中的前女友，对「泊丁炸雞店」的炸鸡块了如指掌的知名美食专栏作家，崔善滿与高白中欲寻求她的帮助分辨出崔敏兒变成的炸鸡块。                  |
| 朴珍榮 | 柳泰英 | 柳仁袁的姪子，柳泰曼帥氣的人氣藝人哥哥。 |
| 趙顯宰 |        | 柳泰英、柳泰曼的父親，柳仁袁的哥哥，每天穿著西裝躺在家里不外出工作，200年前是貴族家少爺，金氏夫人的夫君，被鄭孝峰用紫色機器換身份變成石頭。 |
| 朴煥熙 | 朴代表 | 高白中成为传奇唱作歌手「黄裤子」后的经纪公司代表。                                                                                          |
| 文相勳 | 鄭孝峰 | 正祖十五年间出生于南门名门望族，朝鲜史上数一数二的才子，贞纯王后摄政后被贬为贱民，通过偶然发现的紫色机器改头换面变成贵族。                  |
| 金基天 |        | 「两班家披萨店」所在建筑的管理员。 |
| 王鍾根 | 王鍾根 | K1大學鑑寶系教授。 |

### 友情出演
| 演員   | 角色     | 介紹                                               |
| 高昌錫 |          | 高白中的父亲。                                     |
| 白智媛 | 順心     | 柳泰英、柳泰曼的母親。                             |
| 梁玄敏 | 金培達   | 「兩班家炸雞店」老闆。                             |
| 許俊碩 |          | 调查柳仁袁失踪案件的警察。                         |
| 朴亨洙 |          | 高白中面试的大企业面試官。                         |
| 李主儐 | 金氏夫人 | 贵族家的夫人，夫君喜欢穿着整齐躺在家中什么也不干。 |
| 徐浩哲 |          | 《我是自然人》的PD。                               |

## 外部連結
- 在Netflix上觀看《炸雞奇遇記》
- Daum上《炸雞奇遇記》的資料
- 《炸雞奇遇記》在HanCinema的页面（英文）